# CCE MC-4000 //e
O MC 4000 Exato IIe foi um clone do Apple //e Enhanced produzido pela empresa brasileira CCE no final da década de 1980.

## Características
- Teclado: mecânico, 62 teclas, teclado numérico reduzido
- Display:
  - 40 X 24 texto
  - 80 X 24 texto
  - 40 X 40 (ou 48) com 16 cores
  - 80 X 40 (ou 48) com 16 cores
  - 280 X 192 com seis cores
  - 560 X 192 com 16 cores (com limitações)
- Expansão:
  - 8 slots internos (7 compatíveis com Apple II+, um "slot auxiliar" compatível com Apple //e)
- Portas:
  - 1 saída de vídeo para TV (NTSC/PAL-M)
  - 1 conector para joystick
- Armazenamento:
  - Gravador de cassetes
  - Drive de disquete externo de 5 1/4" (face simples, 143 Kb)